# Desmopachria convexa
Desmopachria convexa är en skalbaggsart som först beskrevs av Aubé 1838.  Desmopachria convexa ingår i släktet Desmopachria och familjen dykare. Inga underarter finns listade i Catalogue of Life.